# Adolphe van Soust de Borckenfeldt
Adolphe Ferdinand Joseph van Soust de Borckenfeldt (født 6. juli 1824 i Bruxelles, død 23. april 1877 sammesteds) var en belgisk kunsthistoriker og digter.
van Soust de Borckenfeldt har blandt andet skrevet Études sur l'état présent de l'art en Belgique (1858) og L'école d'Anvers. Som chef for indenrigsministeriets kontor for de skønne kunster fik han lejlighed til at virke for belgisk kunstliv. Også som digter vandt han navn.